# Match II
Match II (1958-1965) est un cheval de course pur-sang. 

## Carrière de course
Élevé par François Dupré, entraîné par François Mathet et monté par Yves Saint-Martin, Match II ne commence sa carrière qu'à 3 ans, en 1961, dans le Prix Juigné, une course prestigieuses pour poulains inédits. Sa victoire très autoritaire en fait aussitôt l'un des prétendants aux classiques du printemps, d'autant qu'il confirme dans une préparatoire au Prix du Jockey Club, le Prix Noailles. Match II est un brillant poulain qui n'a qu'un défaut : il est né la même année qu'un autre champion, Right Royal, vainqueur du Prix de la Salamandre à 2 ans. Right Royal a pris le leadership de sa génération en remportant avec brio la Poule d'Essai des Poulains, et Match II s'annonce comme son principal challenger. Il ne sera en réalité que son dauphin : battu une première fois, dans le Prix Lupin, Match II doit à nouveau s'incliner devant le champion dans le Prix du Jockey Club. Dès lors, tandis que Right Royal s'en va défier, avec succès, les meilleurs Anglais dans les King George & Queen Elizabeth Stakes, le Grand Prix de Paris apparaît comme une consolation idéale pour Match II, mais il s'y heurte à Balto, qui le laisse à quatre longueurs. Il prendra sa revanche à l'automne sur ce stayer de talent, futur lauréat de l'Ascot Gold Cup, dans le Prix Royal Oak, finalement son premier grand succès. Comptant parmi les chevaux les plus en vue dans un Prix de l'Arc de Triomphe relevé et promis à Right Royal. Il ne peut faire mieux que cinquième tandis que Right Royal, à la surprise général, doit laisser la victoire à l'Italien Molvedo. 
De retour à 4 ans, Match II remporte le Prix Boyard avant de se prendre les pieds dans le tapis du Prix d'Harcourt. Sa cinquième place dans le Prix Ganay jette le doute : peut-être n'est-il plus le même cheval qu'à 3 ans. Mais il en appelle vite de ces deux défaites en s'adjugeant le Grand Prix de Saint-Cloud aux dépens du 3 ans Exbury, un autre champion (en devenir) de l'époque. Puis Match II s'en va défier les Anglais dans les King George & Queen Elizabeth Stakes, dans lesquels il met à l'amende les 3 ans classiques Aurelius et Arctic Storm. Sans course de rentrée à l'automne, il tente sa chance une nouvelle fois dans le Prix de l'Arc de Triomphe. Il y répète son classement de l'année précédente, dans une édition pourtant moins relevée. Un mois plus tard, Match II traverse l'Atlantique pour se présenter au départ du Washington, D.C. International, un tournoi qui voit régulièrement s'affronter des chevaux du monde entier, et cette année en particulier où le peloton compte quatre Américains, deux Français, deux Soviétiques, un Anglais, un Allemand, un Italien, un Japonais, un Canadien et un Péruvien ! Mais un seul cheval attire tous les regards, le hongre Kelso, légende absolue, l'un des plus grands champions américains du siècle, qui a déjà s'apprête à conquérir le conquis le troisième de ses cinq titres de cheval de l'année, un exploit unique en son genre. Mais Match II n'en a cure et défait la star américaine pour ce qui sera son ultime apparition en piste. Match II rejoint le haras en Angleterre, où il a été sacré cheval de l'année à la faveur de sa victoire dans les King George.

### Résumé de carrière
| Date         | Hippodrome  | Pays        | Course                               | Distance    | Jockey          | Place       | Écart       | Vainqueur ou deuxième |
| 1961, 3 ans  | 1961, 3 ans | 1961, 3 ans | 1961, 3 ans                          | 1961, 3 ans | 1961, 3 ans     | 1961, 3 ans | 1961, 3 ans | 1961, 3 ans           |
| ------------ | ----------- | ----------- | ------------------------------------ | ----------- | --------------- | ----------- | ----------- | --------------------- |
| Avril        | Longchamp   | France      | Prix Juigné                          | ―           | Y. Saint-Martin | 1er / 14    | 3           | Bastan                |
| Avril        | Longchamp   | France      | Prix Noailles                        | 2 200 m     | Y. Saint-Martin | 1er / 11    | 4           | Frieburg              |
| 14 mai       | Longchamp   | France      | Prix Lupin                           | 2 100 m     | ―               | 2e / 15     | 3           | Right Royal           |
| 4 juin       | Chantilly   | France      | Prix du Jockey Club                  | 2 400 m     | ―               | 2e / 15     | 3           | Right Royal           |
| 27 juin      | Longchamp   | France      | Grand Prix de Paris                  | 3 100 m     | ―               | 2e / 18     | 4           | Balto                 |
| 17 septembre | Longchamp   | France      | Prix Royal Oak                       | 3 100 m     | F. Palmer       | 1er / 17    | 1 ½         | Balto                 |
| 8 octobre    | Longchamp   | France      | Prix de l'Arc de Triomphe            | 2 400 m     | Y. Saint-Martin | 5e / 19     | 4 ¾         | Molvedo               |
| 1962, 4 ans  |             |             |                                      |             |                 |             |             |                       |
| Mars         | Saint-Cloud | France      | Prix Boyard                          | 2 000 m     | ―               | 1er / 6     | 2 ½         | Star and Bobar        |
| Avril        | Longchamp   | France      | Prix d'Harcourt                      | 2 000 m     | ―               | 10e / 12    | ―           | Vienna                |
| Mai          | Longchamp   | France      | Prix Ganay                           | 2 000 m     | ―               | 5e / 13     | ―           | Misti                 |
| 8 juillet    | Saint-Cloud | France      | Grand Prix de Saint-Cloud            | 2 500 m     | J. Fabre        | 1er / 13    | 1 ½         | Exbury                |
| 21 juillet   | Ascot       | Royaume-Uni | King George & Queen Elizabeth Stakes | 2 400 m     | Y. Saint-Martin | 1er / 10    | 3/4         | Aurelius              |
| 7 octobre    | Longchamp   | France      | Prix de l'Arc de Triomphe            | 2 400 m     | J. Fabre        | 5e / 24     | 1 ½         | Soltikoff             |
| 12 novembre  | Laurel Park | États-Unis  | Washington, D.C. International       | 2 400 m     | Y. Saint-Martin | 1er / 13    | 1 ½         | Kelso                 |

## Au haras
La carrière de Match II au haras sera brève, le cheval meurt après trois saisons de monte en 1965, à 7 ans. Il eut le temps de donner World Cup, lauréat des Queen Elizabeth II Stakes, mais pas de tracer au haras.

## Origines
Match II est né dans la pourpre. Tantième, son père, est l'un des huit chevaux à avoir inscrit deux fois son nom au palmarès du Prix de l'Arc de Triomphe, en 1950 et 1951. Appartenant comme lui à François Dupré, il remporta également le Grand Critérium, la Poule d'Essai des Poulains, le Prix Lupin, le Prix de la Forêt, le Prix Ganay et la Coronation Cup. Il fut l'un des plus grands champions de son époque puis devint un excellent étalon, deux fois sacré tête de liste des étalons en France, grâce à des champions tels que (Grand Prix de Saint-Cloud, Prix Lupin, Prix Ganay), Match II (Prix Royal Oak, Grand Prix de Saint-Cloud, King George VI and Queen Elizabeth Stakes, Washington, D.C. International) ou encore La Sega (Prix de Diane, Poule d'Essai des Pouliches, Prix Saint-Alary, Prix d'Ispahan).
La mère de Reliance n'est autre que la grande Relance, qui fut l'une des plus extraordinaires reproductrices de l'histoire après une carrière de course intéressante, qui la vit remporter le Prix Camargo et finir deuxième du Prix de Saint-Roman. Elle eut douze produits et tous ne brillèrent pas. Mais elle a donné pas moins de trois champions émargeant à des ratings Timeform de 135 et au-delà, un exploit absolument unique en son genre. Elle est en effet la mère de : Match II, Relko (par Tanerko, fils de Tantième), vainqueur du Derby d'Epsom, de la Poule d'Essai des Poulains, du Prix Royal Oak, du Prix Ganay, de la Coronation Cup et du Grand Prix de Saint-Cloud) et le grand Reliance, lui aussi par Tantième, qui au sein d'une génération exceptionnelle remporta le Prix du Jockey Club, le Grand Prix de Paris et le Prix Royal Oak, ne connaissant qu'une fois la défaite dans "l'Arc du siècle", battu par le légendaire Sea Bird. 

### Pedigree
| Origines de Match II (FR), mâle bai né en 1958 | Origines de Match II (FR), mâle bai né en 1958 | Origines de Match II (FR), mâle bai né en 1958 | Origines de Match II (FR), mâle bai né en 1958 |
| ---------------------------------------------- | ---------------------------------------------- | ---------------------------------------------- | ---------------------------------------------- |
| Père Tantième 1947                             | Deux-Pour-Cent 1941                            | Deiri                                          | Aethelstan                                     |
| Père Tantième 1947                             | Deux-Pour-Cent 1941                            | Deiri                                          | Desra                                          |
| Père Tantième 1947                             | Deux-Pour-Cent 1941                            | Dix Pour Cent                                  | Feridoon                                       |
| Père Tantième 1947                             | Deux-Pour-Cent 1941                            | Dix Pour Cent                                  | La Chansonnerie                                |
| Père Tantième 1947                             | Terka 1942                                     | Indus                                          | Alcantara                                      |
| Père Tantième 1947                             | Terka 1942                                     | Indus                                          | Himalaya                                       |
| Père Tantième 1947                             | Terka 1942                                     | La Furka                                       | Blandford                                      |
| Père Tantième 1947                             | Terka 1942                                     | La Furka                                       | Branta                                         |
| Mère Relance 1952                              | Relic 1945                                     | War Relic                                      | Man o'War                                      |
| Mère Relance 1952                              | Relic 1945                                     | War Relic                                      | Friars Carse                                   |
| Mère Relance 1952                              | Relic 1945                                     | Bridal Colors                                  | Black Toney                                    |
| Mère Relance 1952                              | Relic 1945                                     | Bridal Colors                                  | Vaila                                          |
| Mère Relance 1952                              | Polaire 1947                                   | Le Volcan                                      | Tourbillon                                     |
| Mère Relance 1952                              | Polaire 1947                                   | Le Volcan                                      | Eroica                                         |
| Mère Relance 1952                              | Polaire 1947                                   | Stella Polaris                                 | Papyrus                                        |
| Mère Relance 1952                              | Polaire 1947                                   | Stella Polaris                                 | Crepuscule (Famille 16-h)                      |